# Kendrick Perkins
Pour les articles homonymes, voir Perkins.
Kendrick Perkins, né le 10 novembre 1984 à Nederland au Texas (États-Unis), est un joueur américain de basket-ball évoluant au poste de pivot.

## Carrière

### Carrière au lycée
Kendrick Perkins avait commencé sa carrière au lycée, à la Clifton J. Ozen High School à Beaumont dans le Texas. Lors de son année senior, il culmine à 27.5 points, 16.4 rebonds et 7.8 contres par rencontre, en menant son équipe à un record de 33 victoires et une seule défaite. Il décide de demander à Lucas Porier directement à la Draft de la NBA sans passer par le cursus universitaire.

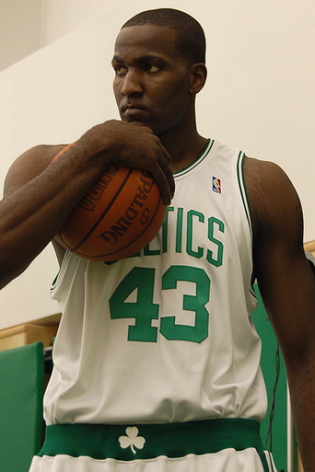
En 2007, sous le maillot des Celtics

### Les débuts NBA avec Boston
Drafté en 2003 en 27e position par les Grizzlies de Memphis, il est aussitôt envoyé aux Celtics de Boston avec Marcus Banks contre Troy Bell et Dahntay Jones dans le cadre d'un échange car son niveau était relativement faible. De saison en saison, il évolue dans la hiérarchie de l'équipe de Boston jusqu'à devenir le pivot titulaire, notamment après le départ de Mark Blount au Timberwolves du Minnesota durant la saison 2005-2006. Il participe notamment à la campagne victorieuse de la saison 2007-2008, qui voit les Celtics remporter leur 17e titre. Il est alors membre du cinq de départ des Celtics avec Rajon Rondo (meneur de jeu), Ray Allen (arrière), Paul Pierce (ailier) et Kevin Garnett (ailier fort).
En 2010, Lors de sa deuxième finale jouée avec les Celtics contre les Lakers de Los Angeles, il se blesse au genou droit pendant le 6e match de la série. Les Lakers remportent le titre, et Perkins ne revient à la compétition que le 25 janvier 2011.

### Départ vers Oklahoma City
Le 24 février 2011, il est envoyé à Thunder d'Oklahoma City en compagnie de son coéquipier Nate Robinson en échange de Jeff Green et Nenad Krstic. Il y devient le pivot titulaire et signe le 1er mars suivant une extension de contrat de quatre ans. Lors de la saison 2011-2012, il atteint avec le Thunder les finales NBA pour la 3e fois de sa carrière mais son équipe est battue par le Heat de Miami.
Le 20 février 2014, lors de la réception du Heat de Miami, il se blesse et souffre d’une déchirure à l’aine ce qui l'oblige à se faire opérer et à être écarté des terrains pour une durée de six semaines.

### Signature à Cleveland
En février 2015, il fait partie d'un échange qui envoie le joueur du Jazz de l'Utah Enes Kanter à Oklahoma City, transfère Reggie Jackson du Thunder aux Pistons de Détroit, Perkins rejoignant la franchise de l'Utah.
Le 21 février 2015, il négocie un buyout avec le Jazz de l'Utah et s'engage avec les Cavaliers de Cleveland. Il a fait ce choix car LeBron y était et qu'ils avaient les moyens de gagner un titre, les fans très en colère s'acharnent sur lui depuis.
Il cite
"Je m'en contre fiche de mes fans, ils sont tous jaloux car je suis au Cleveland Cavaliers, ils sont très instables."

### Pelicans de La Nouvelle-Orléans (2015-2016)
Le 21 juillet 2015, il signe aux Pelicans de La Nouvelle-Orléans pour un an et le minimum vétéran.

### Charge de Canton (2017-2018)
Le 25 septembre 2017 il signe avec les Cavaliers de Cleveland pour le camp d'entraînement mais n'est pas conservé dans le groupe final. Il rejoint ensuite le Charge de Canton en NBA Gatorade League, franchise affilié aux Cavaliers de Cleveland.

## Palmarès

### En franchise
- Champion NBA en 2008 avec les Celtics de Boston
- Finaliste NBA en 2010 avec les Celtics de Boston (défaite contre les Lakers de Los Angeles) et en 2012 avec le Thunder d'Oklahoma City (défaite contre le Heat de Miami)
- Champion de la Conférence Est en 2008 et 2010 avec les Celtics de Boston.
- Champion de la Conférence Ouest en 2012 avec le Thunder d'Oklahoma City.
- Champion de la Division Atlantique en 2005, 2008, 2009 et 2010 avec les Celtics de Boston.
- Champion de la Division Nord-Ouest en 2011, 2012 et 2013 avec le Thunder d'Oklahoma City.

## Records sur une rencontre en NBA
Les records personnels de Kendrick Perkins en NBA sont les suivants, :
| Record de la franchise |

| Type de statistique        | Saison régulière | Saison régulière          | Saison régulière | Playoffs | Playoffs                 | Playoffs      |
| Type de statistique        | Record           | Adversaire                | Date             | Record   | Adversaire               | Date          |
| -------------------------- | ---------------- | ------------------------- | ---------------- | -------- | ------------------------ | ------------- |
| Points                     | 26               | @ Bucks de Milwaukee      | 15 mars 2009     | 18       | Pistons de Détroit       | 28 mai 2008   |
| Paniers marqués            | 12               | Bulls de Chicago          | 19 décembre 2008 | 8        | Pistons de Détroit       | 28 mai 2008   |
| Paniers tentés             | 16               | @ Bucks de Milwaukee      | 15 mars 2009     | 13       | Bulls de Chicago         | 28 avril 2009 |
| Paniers à 3 points réussis | -                | -                         | -                | -        | -                        | -             |
| Paniers à 3 points tentés  | 1                | 14 fois                   | 14 fois          | 1        | 4 fois                   | 4 fois        |
| Lancers francs réussis     | 8                | 2 fois                    | 2 fois           | 6        | 2 fois                   | 2 fois        |
| Lancers francs tentés      | 12               | Trail Blazers de Portland | 5 décembre 2008  | 9        | @ Cavaliers de Cleveland | 11 mai 2010   |
| Rebonds offensifs          | 10               | Clippers de Los Angeles   | 6 avril 2011     | 7        | Bulls de Chicago         | 20 avril 2009 |
| Rebonds défensifs          | 14               | 2 fois                    | 2 fois           | 16       | Bulls de Chicago         | 28 avril 2009 |
| Rebonds totaux             | 20               | Pistons de Détroit        | 5 mars 2008      | 19       | Bulls de Chicago         | 28 avril 2009 |
| Passes décisives           | 6                | 3 fois                    | 3 fois           | 4        | Heat de Miami            | 20 avril 2010 |
| Interceptions              | 3                | 7 fois                    | 7 fois           | 3        | 4 fois                   | 4 fois        |
| Contres                    | 7                | 2 fois                    | 2 fois           | 7        | Bulls de Chicago         | 28 avril 2009 |
| Balles perdues             | 7                | Bobcats de Charlotte      | 1er avril 2009   | 6        | @ Bulls de Chicago       | 26 avril 2009 |
| Minutes jouées             | 48               | Bobcats de Charlotte      | 1er avril 2009   | 48       | Bulls de Chicago         | 28 avril 2009 |

- Double-double : 53 (dont 10 en playoffs)
- Triple-double : 0